# San Vincenzo La Costa
San Vincenzo La Costa är en ort och kommun i provinsen Cosenza i regionen Kalabrien i Italien. Kommunen hade 2 159 invånare (2018).